# هاري أوليفر وايت
هاري أوليفر وايت هو فلاح وسياسي كندي، ولد في 6 يناير 1895 في جمهورية أيرلندا، وتوفي في 4 سبتمبر 1987. حزبياً، نشط في الحزب الكندي التقدمي المحافظ. وقد انتخب عضو مجلس العموم الكندي.